# Günther Brennecke
Günther Brennecke (Goslar, 13 gennaio 1927 – Goslar, 25 febbraio 2014) è stato un hockeista su prato tedesco.

## Palmarès

### Olimpiadi
- 1 medaglia (con la Squadra Unificata Tedesca):
  - 1 bronzo (Melbourne 1956)